# Cinque matti alla corrida
Cinque matti alla corrida (Les Charlots font l'Espagne) è un film del 1972 diretto da Jean Girault, con protagonisti Les Charlots.

## Trama
Quattro amici francesi partono per la Spagna in uno scassatissimo autobus: i passeggeri lo devono spingere in salita e all’improvviso si guasta, e i quattro amici dopo una riparazione ripartono. Arrivati sul luogo prima si infilano in un hotel per persone ricche, ma cacciati scoprono che il loro hotel non è stato prenotato dall’agenzia perché il proprietario è scappato con la cassa. Non sapendo dove andare si accodano ad una bella signora che ha perso il cagnolino inseguito da un altro più grosso, poi vengono scambiati per dipendenti. Dopo una serie di disavventure, cacciati via, si danno all’autostop: Jean e Gerard vengono caricati su una cabriolet, ma Jean e la moglie del conducente si fanno gli occhi dolci e lui è Gerard vengono scaricati. Phil è Jean Guy salgono su un autocarro pieno di capre, ma Phil, mungendo una di esse da fastidio al caprone maschio e così vengono scaricati dal camion dall’ovino a cornate. I quattro amici poi si trovano davanti a un matrimonio e Phil suona un accordo con la chitarra facendosi notare da una invitata e così i quattro si siedono al pranzo, mangiando a loro modo (forchette, piatti). Alla fine Phil imboccato dalla invitata fa ingelosire il marito e i quattro dopo averlo calmato suonando, se ne vanno. Poi si fermano per gustarsi delle fette di anguria, e notati da un capo cantiere che li invita ad andare a lavorare per costruire delle case, anche lì combinano pasticci (un proprietario era andato a vivere ugualmente in un appartamento in costruzione, e lì prima fanno cadere nella minestra un mattone e infine, indispettiti dalle critiche dello stesso che non sapevano tirare su un muro, lo chiudono dentro murando finestre e porte). Poi vanno a finire su uno yacht di un tedesco come equipaggio, e li invitando delle ragazze credendole sole fanno salire degli scrocconi che bevono e mangiano tutto quello che era nella cambusa, rimettono bevande e cibo a loro modo (tagliando un matterello per fare i crostini, tritando delle candele per creare un purè, usando dei sigari per farli passare per salsicce e infine riempiono di acqua di mare le bottiglie di champagne). Poi lo yacht è minacciato da una mina vagante che si attacca alle funi d’ancoraggio, il proprietario si butta in acqua, ma Jean con un uovo buttato dall’orlo della cambusa la fa esplodere. Tornati al porto, dopo l'attracco Gerard viene notato da una bella signora ricca che lo invita ad una festa credendolo un il proprietario dello yacht. In seguito lo invita a casa sua facendolo diventare suo amante, e gli amici diventano i sostituti dei domestici che erano stati mandati in licenza dalla ricca signora, ma gli amici, contrariati dal comportamento di Gerard decidono di rapirlo vestiti da odalische. I quattro amici vengono poi coinvolti da un fotografo per fare delle istantanee turistiche vestiti da toreri, sennonché i muli dove erano saliti si spaventavano per dei fuochi d’artificio gettati da dei ragazzini, e corrono verso la Plaza de toro e così finiscono in una corrida. Dopo un combattimento contro i veri toreri, salvano il toro, e questo poi trovandosi nelle vicinanze del fotografo spaventa un ragazzo che aveva fatto il viaggio con i quattro amici. Alla fine per tornare in aereo in Francia sono costretti a incollare a delle sedie di lucida scarpe i passeggeri che avevano prenotato il volo . Ma non è finita, perché durante il volo l'apparecchio viene preso dai sequestratori e si ritrovano con le hostess svenute sulle gambe e una nuova avventura da affrontare.